# Dagens Eko (tidning)
Dagens Eko var en tidning med koppling till den svenska nazismen som utkom i Stockholm från augusti 1940 till hösten 1941. Det bolag som ägde Dagens Eko ägdes i sin tur av personer verksamma inom Samfundet Manhem, och tidningen delfinansierades av Nazityskland via dess legation i Stockholm. Redaktör var Axel O:son Molund.